# Rissoellidae
Rissoellidae Gray, 1850 è una famiglia di molluschi gasteropodi marini, l'unica appartenente alla superfamiglia Rissoelloidea.

## Tassonomia
Comprende i seguenti generi:
- Cythnia Carpenter, 1864
- Rissoella Gray, 1847

Sinonimi
- Heterorissoa Iredale, 1912: sinonimo di Rissoella Gray, 1847
- Zelaxitas Finlay, 1926: sinonimo di Rissoella (Zelaxitas) Finlay, 1926 descritto come Rissoella Gray, 1847